# 大手 (松本市)
大手（おおて）は長野県松本市中心部にある地名。現行行政地名は大手1丁目から大手5丁目。住居表示実施済み。郵便番号は390-0874。

## 概要
縄手通り、四柱神社、旧第一勧銀松本支店ビル、青翰堂書店（観光名所になっている）、リバーサイド六九、松本市役所大手事務所、松本広域連合事務局、女鳥羽清水、鯛萬の井戸、松本市道路元標がある。銀行・証券会社支店などのオフィスや飲食店、住宅の混在するエリア。老舗も多い。近年はマンションが急増している。
女鳥羽川を隔てて中央（1丁目 - 4丁目）がある。大名町通り、こまくさ道路（大手大通り、今町通り）、東町通り（旧北国西街道）、縄手通りが通る。千歳橋近くの八十二銀行前バス停はアルピコ交通バスの多くの路線が通る。
六九や千歳橋周辺を中心に以前は市で最も栄えていたが、今は駅前にお株を奪われてしまっている。そのため六九商店街のアーケードを取り払い再開発ビル（商店とマンションが入る）を建設した。縄手通り沿いには映画館があったが、現在はマンションになっている。
観光客の多くは千歳橋を渡りこの地区の大名町通りを通る。そのため外国人も含め観光客が多く目に付く。しかし、大名町通りにはオフィスが多いため観光にはあまり適していない。大名町通り沿いのビルは自主的に高さを制限しており、ビルの高さが整っている。
俗地名では今町、大名町、上土（あげつち）町、土井尻（どいじり）町、緑町、山辺小路、西堀、土手小路、大柳町、小柳町、辰巳町、今町、六九（ろっく）町、餌差（えさし）町、東町（半分）、下横田町（一部）などが該当する。

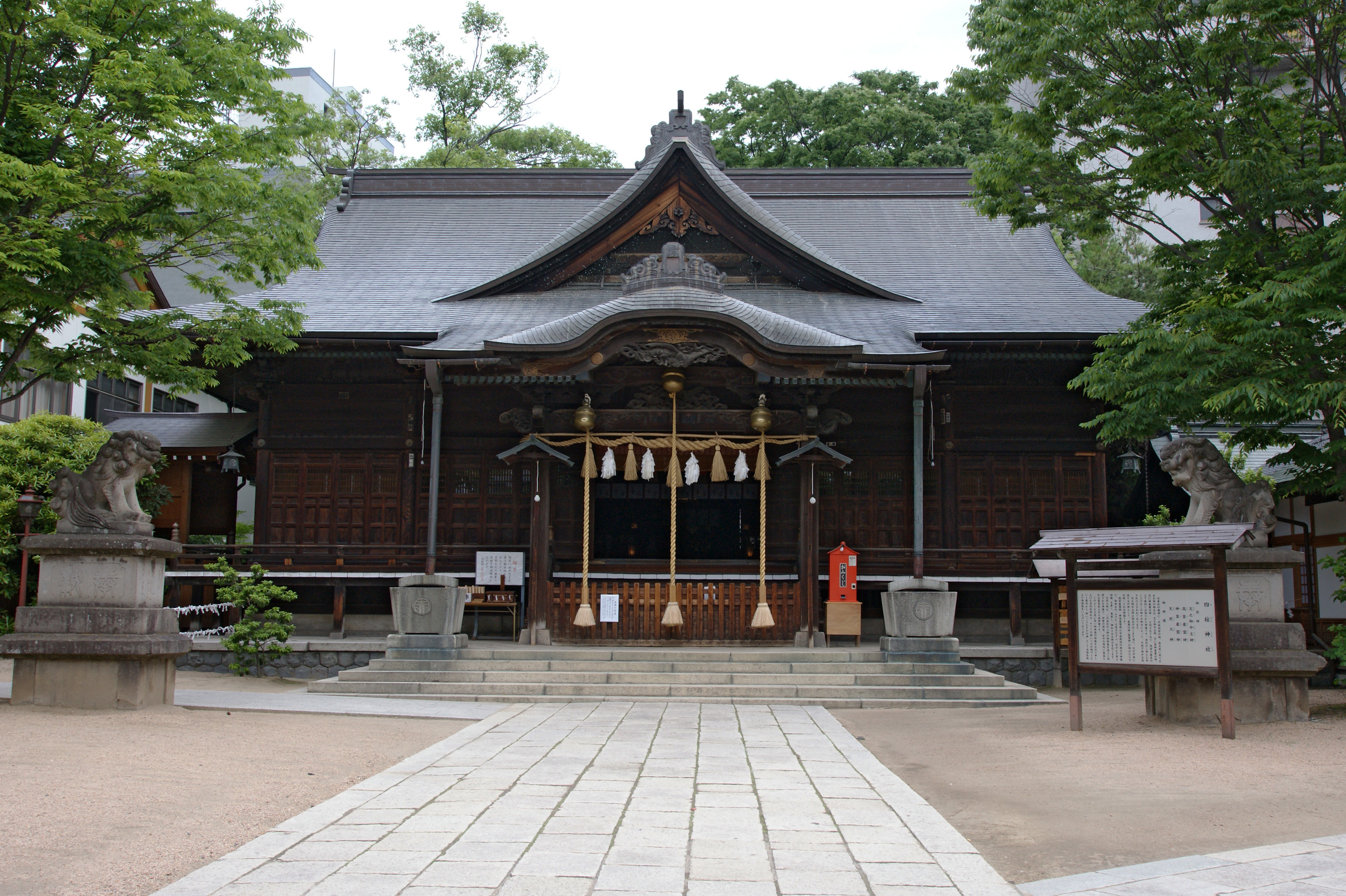
千歳橋近くにある四柱神社

## 歴史
- 1965年9月1日 - 全域に住居表示実施。

## 世帯数と人口
2018年（平成30年）10月1日現在の世帯数と人口は以下の通りである。
| 丁目      | 世帯数    | 人口    |
| --------- | --------- | ------- |
| 大手1丁目 | 519世帯   | 1,115人 |
| 大手2丁目 | 317世帯   | 570人   |
| 大手3丁目 | 155世帯   | 342人   |
| 大手4丁目 | 290世帯   | 543人   |
| 大手5丁目 | 255世帯   | 481人   |
| 計        | 1,536世帯 | 3,051人 |

## 小・中学校の学区
小中学校の学区は以下の通りである。
| 町会名・町名                                                                                   | 小学校             | 中学校               |
| ---------------------------------------------------------------------------------------------- | ------------------ | -------------------- |
| 今町                                                                                           | 松本市立開智小学校 | 松本市立丸ノ内中学校 |
| 巴町の一部 折井町の一部                                                                        | 松本市立田川小学校 | 松本市立丸ノ内中学校 |
| 西堀町の一部 北土井尻町 南土井尻町 土井尻町 松栄町の一部 六九町の一部 大名町の一部 小柳町 緑町 | 松本市立開智小学校 | 松本市立丸ノ内中学校 |
| 二の丸の一部 大柳町の一部                                                                      | 松本市立開智小学校 | 松本市立旭町中学校   |
| 上記以外の大手4丁目 大手5丁目                                                                  | 松本市立清水小学校 | 松本市立清水中学校   |

## 映画館
以前は市の商業の中心だったこともあって映画館が多かったが、建物の老朽化や近隣都市のシネマコンプレックスに客足を奪われた影響もあってか軒並み閉館し、現在は一軒も残っていない。

### 松本東宝セントラル
松本東宝セントラル（まつもととうほうセントラル）は、松本市大手2丁目9-23に存在していた東宝系の映画館。
1927年（昭和2年）、松本市西堀町314番地に開業した芝居小屋「松筑座」が前身である。その後東宝の封切館となり、松本宝塚劇場に改称した。終戦から2年後の1947年（昭和22年）、セントラル座に改称した。当時の座席数は695席だった。その後、松本東宝セントラルに改称した。1993年（平成5年）には2階席部分を改修し、2館体制（シアター1：250席、シアター2：50席）となった。
松本市では早い段階でドルビーデジタルを導入した。2003年（平成15年）には映画『さよなら、クロ』の撮影に使用された。老舗映画館として長らく親しまれたが、2004年（平成16年）10月24日、『タイタニック』と『ニュー・シネマ・パラダイス』の特別上映を最後に閉館し、松筑座時代から数えて77年の歴史に幕を閉じた。
その後、建物は隣接していた旅館「信州会館」と共に解体され、跡地には老人福祉施設が建てられた。

### その他
- 松本中劇（4丁目。2004年2月15日閉館）
- 上土シネマ（4丁目。2008年11月24日閉館）
- 松本エンギザ（4丁目。2010年6月27日閉館）